# 福岡県道41号伊田停車場線
福岡県道41号伊田停車場線（ふくおかけんどう41ごう いだていしゃじょうせん）は、福岡県田川市を通る県道（主要地方道）である。

## 概要
田川市魚町にあるJR九州日田彦山線・平成筑豊鉄道伊田線 田川伊田駅前から田川市伊田町に至る。総延長は613.3 mと大変短い。

### 路線データ
- 起点：福岡県田川市魚町（JR九州日田彦山線・平成筑豊鉄道伊田線 田川伊田駅前、福岡県道204号田川犀川線起点）
- 終点：福岡県田川市伊田町（国道322号交点）
- 総延長：613.3 m

## 歴史
- 1993年（平成5年）5月11日 - 建設省から、県道伊田停車場線が伊田停車場線として主要地方道に指定される[1]。

## 地理

### 通過する自治体
- 田川市

### 交差する道路
| 交差する道路            | 交差する場所 | 交差する場所 |
| ----------------------- | ------------ | ------------ |
| 福岡県道204号田川犀川線 | 魚町         | 起点         |
| 国道322号               | 伊田町       | 終点         |

### 沿線
- JR九州日田彦山線・平成筑豊鉄道伊田線 田川伊田駅
- 石炭記念公園
- 成導寺公園
- 日本郵政伊田郵便局
- 西日本シティ銀行東田川支店
- 福岡銀行伊田支店
- 田川警察署 魚町交番
- 風治八幡宮神社